# サロメ・ステヴナン
サロメ・ステヴナン（Salomé Stévenin、1985年1月29日 - ）はフランスの女優。サロメ・ステブナンとも。

## 略歴
ジャン＝フランソワ・ステヴナンとクレール・ステヴナンの娘で、兄弟にはサガモア・ステヴナン、ロバンソン・ステヴナン、ピエール・ステヴナンがいる。日本では1995年に出演したフィリップ・ド・ブロカ監督『陽だまりの庭で』の少女役で知られる。

## 主な出演作品
- ナンネル・モーツァルト 哀しみの旅路 Nannerl, la sœur de Mozart（2010年）イザベル役
- Maître d'oeuvre（2006年）Marie役
- L' Étoile de mer（2006年）Camille役
- Douches froides（2005年）Vanessa役
- Mischka（2002年）Jane役
- Clara cet été là（2002年・テレビ映画）Sonia役
- Les Duettistes: Jeunes proies（2001年・テレビ映画）Alice役
- La Loire, Agnès et les garçons（2000年・テレビ映画）Elise役
- Love me（2000年）15歳時のGabrielle役
- La Petite maman（1997年・テレビ映画）Mathilde役
- Soleil（1997年）Annie役
- L' Huile sur le feu（1996年・テレビ映画）Céline役
- Parents à mi-temps（1995年・テレビ映画）Noémie役
- Noël et après（1995年・テレビ映画）Katia役
- 陽だまりの庭で Le Jardin des plantes（1994年・テレビ映画）Philippine Bornard役
- Peaux de vaches（1988年）Anna役